# Grand Prix Formule 1 van Maleisië

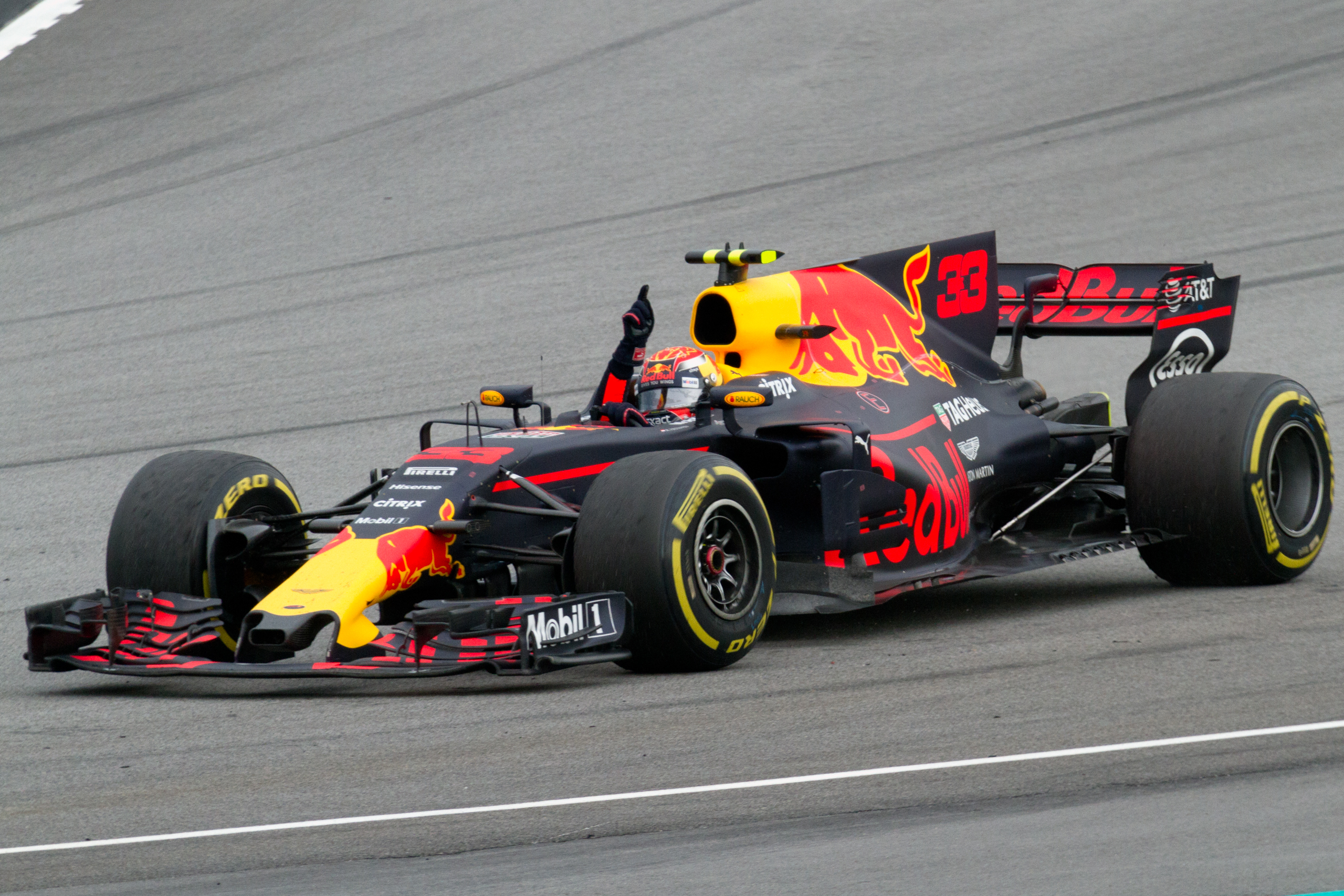
Max Verstappen won de laatste Grand Prix van Maleisië verreden in 2017

De Grand Prix van Maleisië was een autoracewedstrijd die onderdeel uitmaakte van het wereldkampioenschap Formule 1. De race werd verreden op het Sepang International Circuit in Sepang, Maleisië en werd voor het eerst georganiseerd in 1999.
Op 17 oktober 1999 won Eddie Irvine de eerste Grand Prix van Maleisië voor zijn Ferrari-teamgenoot Michael Schumacher. Vanaf 2001 verhuisde de race naar het begin van het seizoen. Datzelfde jaar zorgde Jos Verstappen voor sensatie door, geholpen door de wisselende weersomstandigheden, een tijd tweede te liggen. Recordwinnaar in Maleisië is Sebastian Vettel met 4 zeges.
Op 22 januari 2008 werd bekend dat directeur van het circuit Mokhzani Mahathir vanaf 2009 een nachtrace wil houden op dit circuit. Door de hoge kosten heeft dit plan geen doorgang kunnen vinden. In plaats daar van is besloten de race wat later op de dag te houden. De temperaturen liggen dan lager, en Europese kijkers konden de race live volgen op een voor hen normaal tijdstip.
In 2017 werd de laatste editie van de Grand Prix gehouden. Volgens de Maleisische overheid is de race niet langer rendabel. Deze laatste race werd gewonnen door Max Verstappen.

## Winnaars van de Grands Prix
| Jaar | Coureur              | Constructeur       | Locatie | Verslag |
| ---- | -------------------- | ------------------ | ------- | ------- |
| 2017 | Max Verstappen       | Red Bull-TAG Heuer | Sepang  | Verslag |
| 2016 | Daniel Ricciardo     | Red Bull-TAG Heuer | Sepang  | Verslag |
| 2015 | Sebastian Vettel     | Ferrari            | Sepang  | Verslag |
| 2014 | Lewis Hamilton       | Mercedes           | Sepang  | Verslag |
| 2013 | Sebastian Vettel     | Red Bull-Renault   | Sepang  | Verslag |
| 2012 | Fernando Alonso      | Ferrari            | Sepang  | Verslag |
| 2011 | Sebastian Vettel     | Red Bull-Renault   | Sepang  | Verslag |
| 2010 | Sebastian Vettel     | Red Bull-Renault   | Sepang  | Verslag |
| 2009 | Jenson Button        | Brawn-Mercedes     | Sepang  | Verslag |
| 2008 | Kimi Räikkönen       | Ferrari            | Sepang  | Verslag |
| 2007 | Fernando Alonso      | McLaren-Mercedes   | Sepang  | Verslag |
| 2006 | Giancarlo Fisichella | Renault            | Sepang  | Verslag |
| 2005 | Fernando Alonso      | Renault            | Sepang  | Verslag |
| 2004 | Michael Schumacher   | Ferrari            | Sepang  | Verslag |
| 2003 | Kimi Räikkönen       | McLaren-Mercedes   | Sepang  | Verslag |
| 2002 | Ralf Schumacher      | Williams-BMW       | Sepang  | Verslag |
| 2001 | Michael Schumacher   | Ferrari            | Sepang  | Verslag |
| 2000 | Michael Schumacher   | Ferrari            | Sepang  | Verslag |
| 1999 | Eddie Irvine         | Ferrari            | Sepang  | Verslag |

1999 · 2000 · 2001 · 2002 · 2003 · 2004 · 2005 · 2006 · 2007 · 2008 · 2009 · 2010 · 2011 · 2012 · 2013 · 2014 · 2015 · 2016 · 2017